# ツンドラオオカミ
ツンドラオオカミ (Canis lupus albus)は、タイリクオオカミの亜種の一つ。フィンランドからカムチャツカ半島までのユーラシア大陸のツンドラ地域に生息している。ロバート・カーが1792年に出版したThe Animal Kingdomの中で初めてエニセイ川付近に生息する上質の毛皮を持ったツンドラオオカミのことが言及された。

## 体格
体格はタイリクオオカミの亜種の中でも大きく、オスは体長118-137センチメートル、メスは体長112-136センチメートルになる。ヨーロッパオオカミよりも大きいと言われることもあるが、ツンドラオオカミよりも体重の重いヨーロッパオオカミの個体も報告されている。ツンドラオオカミの体重はオスで40-49キログラム、メスで36.6-41キログラム。1951年から1961年にかけてタイミル半島とカニン半島で捕られた500頭のツンドラオオカミの中で、最も重かったのはタイミル半島のドゥディプタ川の北で殺された52キログラムの個体であった。毛皮は長く、目が詰まっていて柔らかく、一般に軽く灰色である。下毛はリードグレーで、上毛は赤みがかったグレーである。

## 生態
ツンドラオオカミは、河谷ややぶ、森林開墾地を住みかとする。

## 食性
冬季にはもっぱら野生・家畜問わずトナカイのメスや子どもを狩る。まれに、ノウサギやホッキョクギツネなどを捕らえることもある。1950年代にネネツ民族管区で捕らえられた74頭のツンドラオオカミの腹の内容物を調べたところ、93.1％がトナカイであった。夏には広い範囲で鳥や小さな齧歯類、生まれたばかりのトナカイの子どもなどを狩る。